# André (cantante)
André (en armenio: Անդրե) (nacido 8 de julio de 1979), nacido como Andrey Hovnanyan, es una de las estrellas pop más populares de Armenia. Ganó el trofeo al Mejor Cantante Masculino en los premios de música de Armenia en 2004 y 2005. Además, realiza actuaciones musicales en el teatro local del pueblo que le vio nacer, Stepanakert, la ciudad principal en la región de Nagorno-Karabakh de Azerbaiyán.

## Biografía
A la edad de tres años, André empezó cantando para su familia. Tres años después empezó a tomar clases de piano, y a la edad de nueve años escribió su primera canción, a la que llamó "Prayer", mostrando su aprecio con Dios. Su carrera como cantante profesional comenzó a la edad de quince cuando el festival de música "Road to Renaissance" (camino al renacimiento). En los últimos años André ha sido el vocalista del grupo de pop-jazz Karabagh, con el que ha recorrido toda Armenia y Nagorno-Karabakh. Ha participado en numerosos festivales de música en Asia, Europa del Este y los Estados Unidos, ganando muchos de ellos y finalizando entre los tres primeros en algunos otros.

### Debut de Armenia en Eurovisión
En 2006 fue el primer artista en representar a Armenia en el Festival de Eurovisión, cantando una de las 37 canciones en Atenas. Allí cantó "Without your love", una mezcla entre Western moderno y música tradicional Armena. La canción fue compuesta por una celebridad en Armenia Armen Martirosyan el conductor de la Orquesta de Jazz Armena. La instrumentación y el arreglo floral fueron hechos por uno músicos Armenios más respetados Ara Torosyan. ARMTV presentó al público su participación en Eurovisión 2006 el 15 de marzo. Después de clasificarse para la final André finalizó octavo en la competición con 129 puntos.

## Discografía

### Álbumes
- Es em (2003)
- Miayn Ser (2005)
- 1000x (2006)
- Yerjankutyan gaghtniq (2008)